# Авиасейлс
Авиасейлс (Aviasales) — российский поисковик авиабилетов, существующий с 2007 года. Основатель — Константин Калинов. Ежемесячная аудитория сервиса оценивается примерно в 15 миллионов человек. Штаб-квартира компании находится в Таиланде на острове Пхукет. В России у Aviasales ещё два офиса: в Москве и в Санкт-Петербурге. Метапоисковик принадлежит компании Go Travel Un Limited.

## История
Ресурс Aviasales появился в 2007 году как личный блог путешественника Константина Калинова, в котором аккумулировались спецпредложения авиакомпаний. Изначально с Калиновым работал только один редактор, получавший тогда все деньги, заработанные с рекламы (от 30 до 50 долларов в месяц). Позже в компанию были привлечены программисты, которые добавили поисковый алгоритм по базе предложений авиакомпаний внутри ресурса. Первый движок создал выпускник «Военмеха» Антон Кириллов, который впоследствии ушёл из компании из-за личных разногласий с Калиновым.
В 2008 году с помощью Aviasales был забронирован первый авиабилет на рейс «Москва — Париж». В 2011 году к Aviasales присоединился Макс Крайнов. В том же году появилась партнёрская программа Travelpayouts.
За рубежом Aviasales работал под торговой маркой JetRadar с 2012 года. Сервис был локализован для 16 стран. В мае 2012 года было запущено мобильное приложение, которое через два дня после появления в AppStore заняло первое место в категории «Путешествия», обогнав приложения «Яндекс.Такси» и Booking.com. В 2013 году был запущен Hotellook — отельный поисковик. В феврале 2014 года сервис закрыл первый раунд инвестиций в размере $10 млн от фонда iTech Capital. Через некоторое время эту сделку назвали Deal of the year («сделкой года») на премии Venture Award. Фонд получил миноритарную долю в компании, а управляющий партнёр фонда Глеб Давидюк и инвестиционный менеджер Илья Баландин вошли в совет директоров Aviasales. Инвестиции привлекались для развития сервиса, маркетинга продуктов и расширения штата.
В январе 2016 года Aviasales подписала контракт с киберспортивной командой Natus Vincere, став одним из первых непрофильных спонсоров киберспорта в России. В марте 2017 года стало известно, что компания Go Travel Un Limited решила сократить персонал на 20 % (в общей сложности 32 человека) и переформировать другие свои проекты JetRadar и Hotellook. По словам управляющего директора Макса Крайнова, это решение было связано с ужесточением конкуренции на российском рынке после того, как Priceline Group (владелец Booking.com и Kayak) приобрела Momondo Group (туристические поисковики Momondo и Cheapflights). Aviasales планировал высвободить ресурсы, чтобы укрепить свои позиции на российском рынке. По итогам реструктуризации Hotellook должен был стать частью Aviasales и работать под брендом «Aviasales Отели», а JetRadar превращался в часть партнёрской программы Travelpayouts.
Высвободив ресурсы, метапоисковик сфокусировался на рынках России и стран СНГ. Это решение привело к увеличению выручки на отечественном рынке на 63 %. В итоге Hotelook превратился в часть Travelpayouts, и отели на Aviasales начали бронироваться с помощью Booking.com, с которым компания вступила в стратегическое партнёрство в июне 2019 года.
В 2019 году Skift поместил Aviasales в топ 25 перспективных тревел-стартапов.

## Особенности сервиса
Aviasales является метапоисковым сервисом и не продаёт билеты. Найдя нужный билет, пользователь переходит на страницу авиакассы или авиакомпании, чтобы совершить оплату. Оплата происходит на странице авиакомпании или авиакассы либо прямо в интерфейсе поисковика. В интерфейсе поисковика, то есть в формате экспресс-бронирования (assisted booking), продаются билеты «Уральских авиалиний» и S7 Airlines.
Кроме поисковых функций, ресурс оставляет за собой право модерировать выдачу — в случае, если поставщик манипулирует стоимостью перевозки, его исключают.

## Продукты и сервисы
В мае 2012 года было запущено мобильное приложение, которое через два дня после появления в AppStore заняло первое место в категории «Путешествия», обогнав приложения «Яндекс.Такси» и Booking.com. В 2013 году Aviasales выпустил версию для владельцев Android, позже, в 2014-м, для Windows Phone.
В 2013 году появился сервис «Карта низких цен» — он показывает наиболее дешёвые билеты в разных точках мира.
В июле 2016 года Aviasales запустил бота для корпоративного мессенджера Slack. Данный бот ищет наиболее выгодные предложения и присылает пользователю, который может настроить его под себя для информирования только об интересующих билетах. Программа позволяет выбирать город отправления и конечный пункт, месяц, на который планируется полёт, длительность поездки и разницу в цене. Также у Aviasales есть боты в Telegram, на Facebook и в Viber.
В ноябре 2016 года сервис запустил функцию поиска билетов на рейсы частной авиации, партнером компании стал проект JetHunter.
В 2017 году Aviasales первым в мире предоставил возможность выбора авиабилета с включенным багажом на странице поиска. Тогда же запустил сервис проверки сайтов, продающих авиабилеты, на надёжность — Настоящийбилет.рф.
В 2018 году в мобильной версии появился раздел «Мероприятия» — с помощью этого сервиса можно организовать поездку на концерт любимого исполнителя.
В 2020 году запущен Aviasales для бизнеса — сервис для организации командировок. «Aviasales для бизнеса» работает по той же схеме, что обычный метапоисковик, но с учётом нюансов документооборота юридических лиц. Сервис даёт возможность выбрать удобный рейс и оплатить его с депозита, предоставляет закрывающие документы и оказывает услуги по клиентскому сопровождению.

## Ключевые показатели
Aviasales не публикует и не озвучивает официальных цифр, за метапоисковик это делают профильные медиа. Выручка компании в 2013 году составила 25 миллионов долларов, как написал Forbes. В 2016 году сервис попал в список самых дорогих компаний рунета по версии Forbes, заняв 16 место. По данным издания, стоимость компании достигала 150 миллионов долларов. В феврале 2017 года журнал опубликовал обновленный рейтинг, в котором Aviasales поднялся на одно место, при этом стоимость компании снизилась до 99 миллионов долларов.
Ежемесячная аудитория сервиса оценивается в около 15 миллионов человек, а приложение Aviasales, по данным компании, есть на каждом третьем российском iPhone.
В 2019 году компания Aviasales заняла одиннадцатую позицию в рейтинге «20 самых дорогих компаний Рунета — 2019», опубликованном журналом Forbes. По оценкам экспертов стоимость компании в 2019 году составила 196 миллионов долларов.
В 2020 году Forbes поместил Aviasales на 10 строчку рейтинга самых дорогих компаний Рунета и оценил стоимость метапоисковика в 180 миллионов долларов.

## Ключевые рынки
В начале 2018 года компания локализовала сервис для Казахстана, где через год уже треть билетов бронировали на Aviasales. Пользователям доступен поиск билетов, цена которых номинирована в национальной валюте, также адаптирован список партнеров ОТА, учитывающих местную специфику.
В 2019 году компания вышла на рынки Узбекистана, Кыргызстана, Азербайджана, Беларуси, Украины. Количество бронирований в новых регионах выросло в 11 раз, прибыль компании увеличилась на 40 %.

## Партнёрская программа Travelpayouts
Travelpayouts появилась в ноябре 2011 года и является партнёрской сетью, которая продвигает туристические услуги. Её работа строится по следующему принципу: владельцы интернет-ресурсов размещают маркированные ссылки на туристические продукты и получают комиссию за каждую продажу, сделанную через них. По состоянию на 2020 год зафиксировано более 275 тысяч аффилиатов сети и более 80 рекламодателей, среди которых BlaBlaCar, Rentalcars, Travelata, Tutu.ru и другие.
В 2013 году программа получила название Travelpayouts. Её возглавил Иван Байдин, а партнёрами стали Артемий Лебедев и ресурсы о путешествиях: travel.ru, Redigo и «Моя Планета». В 2015 году среди аффилиатов стали появляться сайты аэропортов. В качестве рекламодателя к сети присоединился сервис Airbnb. В 2018 году в Travelpayouts появились такие продукты как круизы, парковки, аренда авто, страховки и юридическая помощь.

## Собственники и руководство
Сервис Aviasales принадлежит компании Go Travel Un Limited, основателем которой является Константин Калинов. 28 августа 2011 года управляющим директором компании стал Макс Крайнов, сменив на этом посту основателя Константина Калинова, который занял место в Совете директоров, оставаясь вице-президентом по продуктам.
В ноябре 2016 года Константин Калинов объявил, что он больше не будет заниматься операционным управлением компании в связи с болезнью, однако в декабре на своей странице в Facebook он также раскритиковал акционеров и руководство компании, подчеркнув, что теперь «у скайсканнера на одного клиента больше». По словам руководителей Aviasales Макса Крайнова и Антона Байцура, никаких конфликтов с Калиновым у них не было.
26 декабря 2017 года после тяжёлой болезни умер основатель Aviasales Константин Калинов.
Руководство компанией осуществляют два человека: управляющий директор Макс Крайнов и операционный директор Антон Байцур.

## Инвестиции
В феврале 2014 года сервис закрыл первый раунд инвестиций в размере $10 млн от фонда iTech Capital. Через некоторое время эту сделку назвали Deal of the year на премии Venture Award. Фонд получил миноритарную долю в компании, а управляющий партнер фонда Глеб Давидюк и инвестиционный менеджер Илья Баландин вошли в совет директоров Aviasales. Инвестиции привлекались для развития сервиса, маркетинга продуктов и расширения штата.

## Критика и конкуренты
Основным конкурентом Aviasales на территории России является сервис Skyscanner.
Другой прямой конкурент — сервис Яндекс.Авиабилеты. Однако Aviasales, как и Skyscanner, помимо билетов предлагает и бронирование отелей, а сервис Яндекс сконцентрирован только на авиабилетах.
Осенью 2015 года компания Anywayanyday пожаловалась в прокуратуру на компанию в связи с тем, что Aviasales, по их мнению, незаконно использовал товарные знаки конкурента. Так, сайт, зарегистрированный в национальном домене Колумбии, — «anywayanyday.co», автоматически перенаправлял пользователя на сайт Aviasales. Макс Крайнов сообщил, что его компания никакого отношения к домену не имеет. Представители прокуратуры, в свою очередь, направили запрос в управление министерства внутренних дел России Центрального района Санкт-Петербурга для проведения проверки «по факту возможных противоправных действий», однако никакого продолжения история не получила. Подобная ситуация уже возникала в 2013 году, когда был обнаружен ряд ресурсов с доменными именами, схожими с «anywayanyday.com», при загрузке которых пользователь автоматически перенаправлялся на сайты различных конкурентов.